# Bullaun von Inch St Lawrence
Der Bullaun von Inch St Lawrence liegt auf einem Feld gegenüber der Lawrence’s Well und der Kirchenruine im Townland Inch Saint Lawrence (irisch Inse Shan Labhráis), südöstlich von Limerick im County Limerick in Irland. Der Begriff Bullaun (oder Bullaunstein) bezieht sich auf den meist kniehohen flachrunden Stein, der eine oder mehrere (multiple) Eintiefungen (ebenfalls Bullaun genannt) haben kann und in Irland besonders oft vorkommt.
Der Bullaunstein von Inch St Lawrence ist über 2,6 m lang, etwa 1,0 m hoch und 0,8 m breit. Die etwas außermittige Eintiefung ist oval und hat einen Durchmesser von 0,4 auf 0,3 m und ist mit 0,55 m sehr tief. Die Nordseite des Steins ist bemoost.
In der Nähe stehen der Menhir von Inch St Lawrence und die Menhire von High Park.